# نادي تولون
نادي طولون فار الرياضي (بالفرنسية: Sporting Toulon Var)‏ نادي كرة قدم فرنسي يلعب في دوري الدرجة الرابعة . تم تأسيس النادي في سنة 1944 .